# 米登霍爾皇家空軍基地
米登霍爾皇家空軍基地，（英語：或）位於英國英格蘭西南部薩福克郡的米登霍爾鎮附近，是一座軍用航空站。儘管由英國皇家空軍擁有，但支援對象及派駐單位均以美國空軍為主，與雷肯希思皇家空军基地同為美國駐歐空軍在英倫三島的兩大主要機場。目前美國駐該基地的主駐單位（host unit）為第100空中加油聯隊（100 ARW）。

## 美軍現駐單位
派駐在英國米登霍爾基地的美軍海空部隊合稱「米登霍爾部隊」（Team Mildenhall，標誌如左圖），而這些部隊中的主要美軍單位均隸屬於美國空軍之下的四個司令部－空軍戰鬥司令部（ACC）、空軍特戰司令部（AFSOC）、空軍機動司令部（AMC）及美國駐歐空軍（USAFE），其他單位尚包含美國海軍的分遣單位。
- 第501戰鬥支援聯隊（英语：501st Combat Support Wing）（美國駐歐空軍）
- 第352特戰大隊（英语：352nd Special Operations Group），（空軍特戰司令部）
- 第95偵察中隊（英语：95th Reconnaissance Squadron），（空軍戰鬥司令部）
隸屬於內布拉斯加州奥佛特空军基地第55聯隊（英语：55th Wing）的第55作戰大隊（英语：55th Operations Group）
- 第488情報中隊，（空軍戰鬥司令部）
- 第727航空機動中隊（727th Air Mobility Squadron），（空軍機動司令部）
- 米登霍爾艦隊工業支援中心（Fleet Industrial Supply Center Mildenhall）

### 第100空中加油聯隊

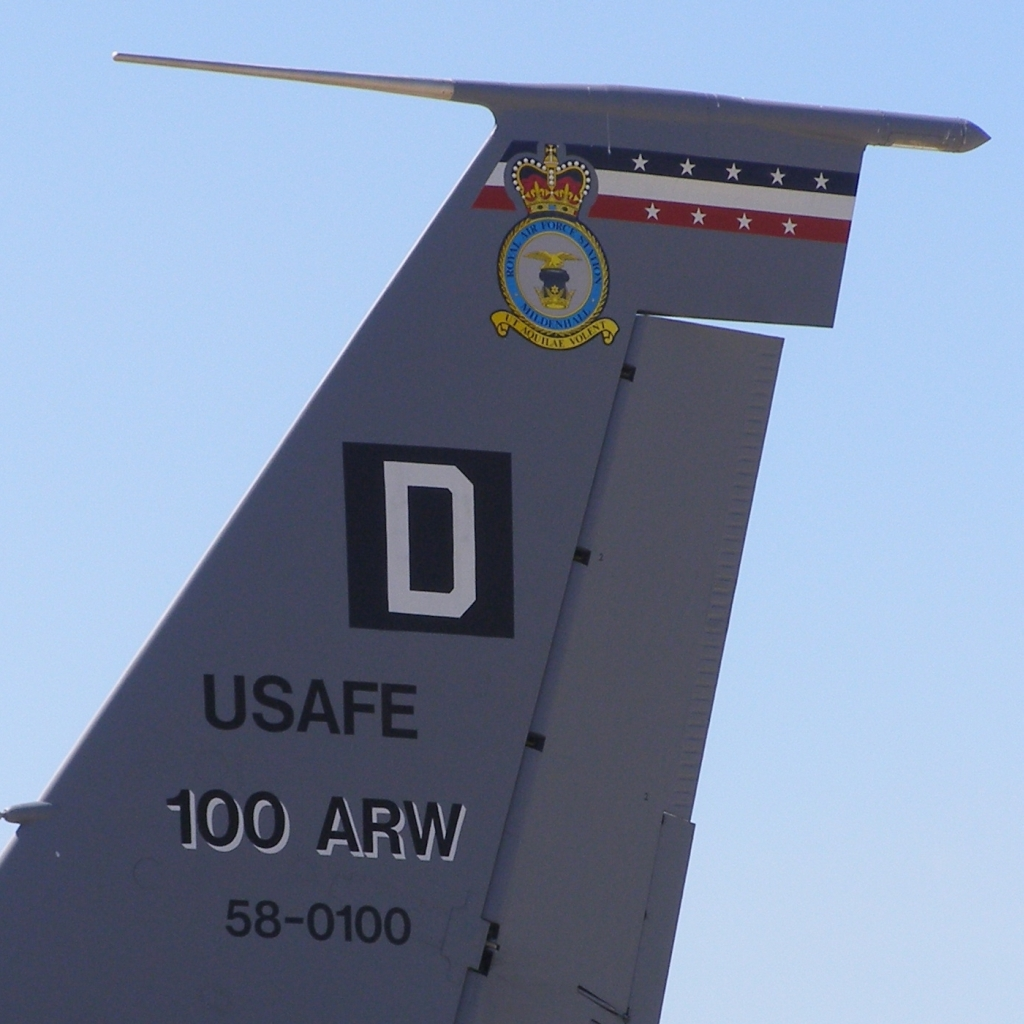
一架美空軍第100空中加油聯隊的波音KC-135R-BN加油機，尾翼上繪有米登霍爾皇家空軍基地的皇冠標章

第100空中加油聯隊是米登霍爾基地的主駐單位，負責部署、管制歐洲加油機特遣隊（European Tanker Task Force）之下的加油機，以替美國和北約各國在歐洲的軍機進行空中加油。100聯隊是美國空軍唯一一個永久駐歐的加油機聯隊，自1992年2月1日起開始派至米登霍爾執行任務，為部署在全球各地的遠征空軍部隊提供緊急空中加油。
第100空中加油聯隊下的戰術單位是第351空中加油中隊，使用機種為波音KC-135空中加油機。

### 第501戰鬥支援聯隊
第501戰鬥支援聯隊於2005年5月21日起派在米登霍爾空軍基地，是一個負責行政、作戰支援的地面單位，並管轄其他駐英美軍機場的基地單位：
- 第422空軍基地大隊（422d Air Base Group），駐克勞頓皇家空軍基地（英语：RAF Croughton）
- 第423空軍基地大隊（423d Air Base Group），駐奧爾康伯里皇家空軍基地（英语：RAF Alconbury）
- 第420空軍基地大隊（420d Air Base Group），駐費爾福德家空軍基地（英语：RAF Fairford）

### 第352特戰大隊
第352特戰大隊是美國歐洲特戰司令部中的空軍特戰單位。於1995年2月17日從奧爾康伯里皇家空軍基地改調至米登霍爾。下轄2個飛行中隊、1個維修中隊、1個作戰支援中隊及1支特別戰略中隊。該大隊為美國空軍駐歐洲週邊戰區（如北非、中東）各特戰單位的焦點部隊，有能力執行高度優先及低能見度等多樣性任務，以於非戰爭期間、聯合軍演及作戰時支援美國及盟軍在歐洲的特戰單位。
352大隊下轄的戰術單位如下：
- 第7特戰中隊（英语：7th Special Operations Squadron）（使用機種MC-130戰爪II運輸機（英语：Lockheed MC-130））
- 第67特戰中隊（英语：67th Special Operations Squadron）（使用機種MC-130P戰影加油機（英语：Lockheed MC-130））
- 第321特種戰術中隊（英语：321st Special Tactics Squadron）
- 第352特戰支援中隊
- 第352特戰維修中隊
- 歐洲聯合特戰空軍部隊

### 第95偵察中隊
第95偵察中隊負責在歐洲、地中海戰區以RC-135鉚接偵察機執行美國國家高層機構或美軍歐洲司令部指示的任務，1994年7月1日起從奧爾康伯里基地調至米登霍爾活動。可進行作戰管理、軍機維修及行政、情報支援，以即時提供攸關美國對外政策的情報資料。
除RC-135偵察機外，95中隊亦支援OC-135偵察機及E-4B空中指揮機任務。

### 第488情報中隊
第488情報中隊隸屬於空軍情報監視及偵察局，負責提供多源情報、及情報戰、指揮控制作戰、外國武器等方面的專業人員。在行政上亦負責管轄希臘克里特島的蘇扎灣行動基地。
第488情報中隊的前身，在1967年6月時為派駐上黑福德皇家空軍基地的6985保安中隊第1分隊，後在1970年8月調至米登霍爾。1974年，6985中隊1分隊改為6954保安中隊，後又於1979年8月改稱6954電子保安中隊。1980年，電子保安司令部將6954中隊的番號更改為6988電子保安中隊，以表彰1972年廢除於日本橫田空軍基地的6988保安中隊，及其駐日近20年的任務表現。
1990年11月，因為駐在希臘雅典海蘭尼孔空軍基地的美軍6916電子保安中隊遭到裁撤，所有支援美軍歐洲司令部的RC-135電偵機任務交由6988中隊指揮。1991年10月，6988電子保安中隊交由空軍情报司令部所管辖。1993年10月1日，6988電子保安中隊改編為488情報中隊。

### 第727航空機動中隊
727航空機動中隊隸屬於德國拉姆施泰因空軍基地的美國空軍第721航空機動作戰大隊，支援美國空軍機動司令部的雷達航路系統，提供艦隊勤務、設備維修的相關協助任務，亦使空軍用機和人員得以快速部署至派遣地區，或提供人員夜間輪班。前身為627航空機動支援中隊，2001年3月15日改為今名，以更符合其任務內容。

### 西哥奈拉艦隊工業支援中心，米登霍爾分處

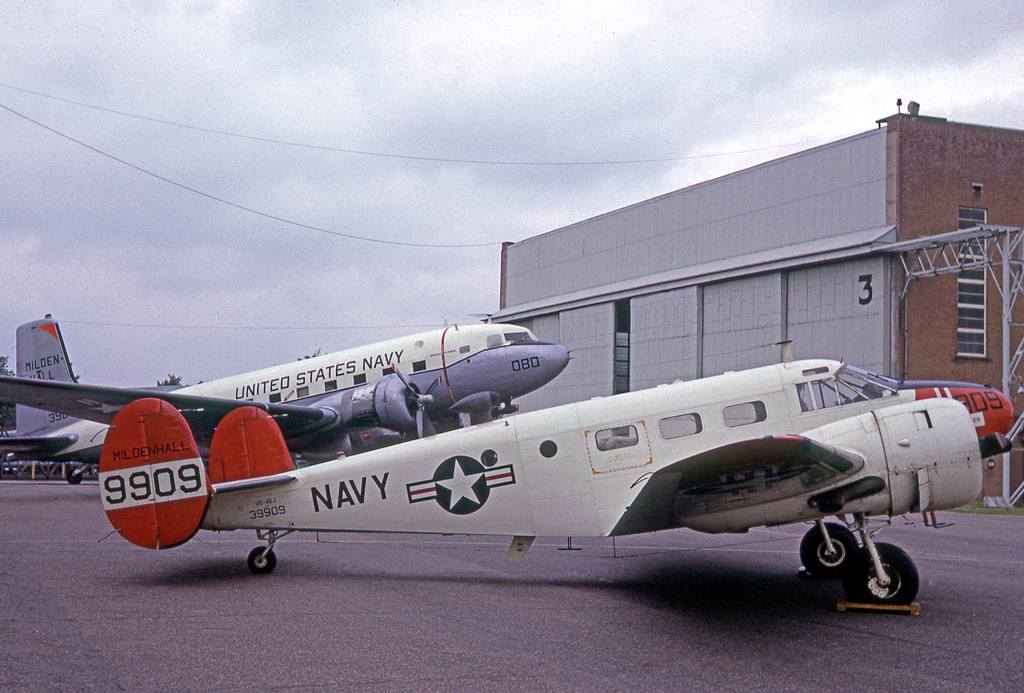
1966年時派駐米登霍爾的美國海軍飛機

米登霍爾分處（FISCSI Mildenhall）是位於義大利西西里島的美軍西哥奈拉艦隊工業支援中心（Fleet Industrial Supply Center Sigonella）設在英國的分處，負責支援英倫三島及北歐地區的美海軍艦隊。該分處原先是美國海軍的航空司令部，稱作米登霍爾海軍航空設施司令部（Naval Air Facility Mildenhall），隸屬於倫敦的駐歐美國海軍支援司令部（supporting Commander, US Naval Forces Europe）
米登霍爾海軍航空設施曾是三架海軍UC-12運輸機的駐地，並替美國海軍及海軍陸戰隊的短期駐機提供支援。隨著冷戰結束和蘇聯解體，美國海軍飛機在米登霍爾起降的頻率降低，之後又由於駐歐美國海軍司令部從倫敦南移至義大利拿坡里，此三架UC-12運輸機也調至他處。2005年時，米登霍爾海軍航空設施司令部在運作了40多年後，改為今名。

### 來源
1. 1 2  RAF Mildenhall - Units 的存檔，存档日期2014-10-06.
2. 1 2  6988th SS History (Unofficial) 的存檔，存档日期2014-08-18.
3. ↑  Team Midenhall （页面存档备份，存于）

## 外部連結
- 世界航空数据库中的EGUN机场数据，数据截止日期：2006年10月。